# Амиандос
Амѝандос (на гръцки: Αμίαντος) е село в Кипър, окръг Лимасол. Според статистическата служба на Република Кипър през 2001 г. селото има 228 жители.
Намира се на 9 км югозападно от Киперунта.